# Tiptree
Tiptree est un village et une paroisse civile de l'Essex, en Angleterre.